# Кляйн-Беннебек
Кляйн-Беннебек (нім. Klein Bennebek) — громада в Німеччині, розташована в землі Шлезвіг-Гольштейн. Входить до складу району Шлезвіг-Фленсбург. Складова частина об'єднання громад Кропп-Штапельгольм.
Площа — 25,63 км2. Населення становить 546 ос. (станом на 31 грудня 2020).